# Жаггар, Карл Брониславович
Карл Бронисла́вович Жагга́р (10 апреля 1903 — ?) — советский учёный-химик.
Основатель и заведующий кафедрой неорганической и аналитической химии (1931–1939, 1941–1944), декан ветеринарного факультета (1939–1941), ректор Троицкого ветеринарного института (1944–1949), ректор Воронежского зоотехническо-ветеринарного института (1950–1960).

## Биография
По национальности — болгарин.
В 1923 окончил Пермский государственный университет, в 1939 — Пермский педагогический институт.
С 1930 года начал работу в Троицком ветеринарном институте в должности старшего преподавателя.
1931–1939 годы — основатель и заведующий кафедрой неорганической и аналитической химии Троицкого ветеринарного института.
1939–1941 годы — декан ветеринарного факультета Троицкого ветеринарного института.
С апреля по июль 1941 года по решению ЦК ВКП (б) направлен в Латвийскую ССР, где работал в должности декана ветеринарного факультета сельскохозяйственного института.
1941–1950 годы — заведующий кафедрой неорганической и аналитической химии Троицкого ветеринарного института.
1944–1949 годы — ректор (директор) Троицкого ветеринарного института.
1950–1960 годы — ректор Воронежского зоотехническо-ветеринарного института (сложил ректорские полномочия за год до его объединения с Воронежским сельскохозяйственным институтом).
Кандидат географических наук (1947, диссертация «О гидрохимических фациях вод Южного Урала»), доцент (1947).
В 1980 году приезжал на 50-летний юбилей Троицкого ветеринарного института; дальнейшая его судьба неизвестна.

## Научная и общественная деятельность
Автор 14 научных работ.
Принимал активное участие в общественной жизни института: состоял членом партбюро; членом Пленума Троицкого ГК ВКП (б) и членом бюро ГК ВКП(б); депутатом Челябинского областного Совета депутатов трудящихся (1948).
Под его руководством кафедра неорганической и аналитической химии Троицкого ветеринарного института сделала ощутимые научные и организационные успехи.

Общим направлением в исследовательской работе являлась объектная гидрохимия. Кафедра под руководством К. Б. Жаггара развивает учение проф. Г. А. Максимовича о гидрохимических фациях и их географической зональности. Изучение вопросов формирования солевого состава различных типов природных вод в зависимости от климатических зон представляет собой развитие отечественного направления в географии — химической географии, рассматривающей химическую сторону физико-географических процессов и устанавливающей закономерности их протекания в отдельных климатических зонах.
.

К 1940 году за 10 лет своего существования кафедра существенно расширила свою базу и имела лабораторию неорганической химии, лабораторию аналитической химии, весовую и другие комнаты общей площадью 186 кв.метров.
В годы Великой Отечественной войны сотрудники кафедры оказывают консультативную помощь заводским лабораториям, проводят производственные анализы, изготавливают и отпускают титрованные растворы разной нормальности. В этот период К. Б. Жаггар разработал и предложил способ использования золы подсолнечной лузги, являющейся отходом Троицкого маслозавода, для получения нужного для промышленности сырого поташа.

## Избранные публикации
- Ветеринарный врач, его роль и значение в системе народного хозяйства и здравоохранения : [Сборник материалов] / Троицкий гос. вет. ин-т ; Под общ. ред. дир. Ин-та К. Б. Жаггар.

## Награды
- Орден Трудового Красного знамени.
- Знак «Отличник социалистического сельского хозяйства» (1944).
- Медаль «За доблестный труд в Великой Отечественной войне 1941—1945 гг.».
- Грамоты и благодарности Народного комиссариата земледелия СССР.